# Хунски лук
Хунски лук је врста композитног лука.

## Други о хунском луку
Поштовање, које су Готи имали према овом оружју, се исказује у чињеници да су вековима спомињали хунски лук у народним причама а такође је предмет усмених предања међу германским племенима. Исто тако његове легендарне особине се спомињу у скандинавској саги Херварар.
Готски краљ Гизур који је предводио Готске снаге у борби против Хуна, да би охрабрио своје ратнике, је рекао: 
Ми се не плашимо ни Хуна, нити њихових лукова (Eigi gera Húnar oss felmtraða né hornbogar yðrir).

## Израда и начин кориштења
Своју снагу лук добија по начину на који је савијен и по начину израде, а направљен је од више танких слојева различитих материјала залепљених једни за друге. Лук има јак отпор према унутрашњем напону, што му повећава домет и даје велику пробојну моћ. Ова врста лука није симетрична, доњи део је нешто краћи од горњег, разлог је практичне природе. Када су Хуни нападали на коњима у трку и одапињали стреле, дугачки доњи део им је само сметао и показао се непрактичим за такву врсту борбе. Хуни су то решили са једноставним скраћивањем доњег дела лука. 
Користити овакво оружје без увежбаности је немогуће, исто тако је потребна и снага да би се стрела одапела. Хуни, који су одрастали са коњима и стрелом, су за то били способни и зато су постали чувени и страх за околне народе.
Побољшање овог оружја су направили Мађари, тај лук је познат као Мађарски лук. 